# Fabio Colonna
Fabio Colonna (en latin, langue de ses écrits : Fabius Columna) est un botaniste italien, né en 1567 à Naples et mort le 25 juillet 1640 dans la même ville.

## Biographie
Le père de Colonna, Girolamo, avait fait paraître des fragments du poète latin Ennius. Fabio apprend le latin et le grec.
Colonna vient à la botanique par hasard : souffrant d'épilepsie et cherchant un remède, il s'intéresse aux plantes médicinales. C'est grâce à l'étude de l'œuvre de Dioscoride qu'il trouve enfin une plante, la valériane, qui lui apporte un peu de soulagement (bien que cette espèce ne soigne pas vraiment l'épilepsie). Trouvant les ouvrages des auteurs anciens confus et contradictoires, il décide d'y apporter un peu d'ordre. Son commentaire sur Materia medica (en) de Dioscoride, qui relève des erreurs et des omissions dans cet ouvrage, est maintenant perdu.
Il publie en 1592, Phytobasanos et Ekphrasis. Ses descriptions comme ses illustrations sont d'une très grande qualité. Il tente d'établir des synonymies entre les différents auteurs et rejette l'utilisation des feuilles pour la classification : il privilégie les organes floraux et fructifères, opinion partagée par Conrad Gessner (1516–1565) et Andrea Cesalpino (1519–1603).
Nous lui devons le mot « pétale » pour les pièces colorées de la fleur qui, avant lui, se nommaient « feuilles florales ».
En 1612, Fabio Colonna fait partie des premiers membres de l'Académie des Lyncéens de Naples. Cette institution est l'unique branche locale de l'Académie fondée à Rome en 1603 par Federico Cesi et deux amis. Galilée avait adhéré à l'Académie l'année précédente, en 1611.
C'est lui qui, le premier, dans son traité De glossopetris publié en 1616, démontre de façon convaincante que les glossopètres sont des dents de requin fossiles : il soumet à l'action du feu des glossopètres présentes dans un échantillon de tuf et des dents de requin vivant. Le tuf se calcine immédiatement tandis que les glossoptères et les dents se carbonisent d'abord et donnent des cendres.
Le premier aussi, il décrit le clathre rouge.
Colonna était un élève de Ferrante Imperato et un ami de Giambattista della Porta et de Bartolomeo Maranta.

## Œuvres (liste partielle)
- Φυτοβασανος sive plantarum aliquot historia (Φυτοβασανος, Phytobasanos, signifie : la torture des plantes), Naples, 1592[5]
- Minus cognitarum […]
  - Minus cognitarum rariorumque nostro coelo orientium stirpium εκφρασις [sic], 1616 — Eκφρασις est ekphrasis.
  - Minus cognitarum stirpium pars altera, 1616. Seconde partie. Comprend, p. 85, Erucæ rutaceæ, eiusque chrysalidis & papilionis observatio
- Ekphrasis altera, Rome, 1616 — 156 dessins de Colonna et deux appendices : De purpura et De glossopetris dissertatio, où Colonna défend l'origine organique des glossopètres.
- Purpura, 1616  — Sur la pourpre d'origine animale (pourpre de Tyr).
- La sambuca lincea, ovvero dell'istromento [sic] musico perfetto, Naples, 1618 (La sambuque[6] lyncéenne, autrement dit l'instrument musical parfait) — La construction du pentecontachordon.
- « De glossopetris », dans De corporibus marinis lapidescentibus quae defossa reperiuntur, auctore Augustino Scilla — Addita dissertatione Fabii Columnae De glossopetris, Rome, 1747

### Éponymie
Charles Plumier nomma en son honneur le genre Columnea de la famille des Gesneriaceae. Linné conserva ce nom.